# Jensen Motors
Jensen Motors Limited var en britisk bilproducent i West Bromwich, England. Brødrene Alan og Richard Jensen gav firmaet et nyt navn, Jensen Motors Limited, til W J Smith & Sons Limited der havde produceret karrosseri til personbiler og sportsvogn i 1934. Selskabet ophørte med salg i 1976, men på trods af at være vendt tilbage til markedet i 1998 så ophørte det i 2011.
Jensen Motors fremstillede specialbyggede karrosserier til andre stort bilfabrikant med deres eget design ved brug af motorer og mekanik fra større fabrikanter som Ford, Austin og Chrysler.
Rettighederne til Jensen Motors varemærke blev købt sammen med firmaet, og det blev en kort overgang drevet i Speke, Liverpool, fra 1998 til 2002. Under de efterfølgende ejere blev en ny version af Jensen Interceptor annonceret 2011. Det var planlagt at bringe produktionen af den nye model tilbage til den tidligere Jaguarfabrik i Browns Lane, Coventry.

## Jensen biler
- Jensen S-type (1936–1941)
- Jensen H-type (1938–1945)
- Jensen PW (1946–1952)
- Jensen Interceptor (1950–1957)
- Jensen 541 (1954–1959)
- Jensen 541R (1957–1960)
- Jensen 541S (1960–1963)
- Jensen C-V8 (1962–1966)
- Jensen P66 (1965 prototype only)
- Jensen Interceptor (1966–1976)
- Jensen FF (1966–1971)
- Jensen SP (1971–1973)
- Jensen-Healey (1972–1975)
- Jensen GT (1975–1976)
- Jensen S-V8 (2001)